# Linzer Programm (Sozialdemokratie)
Das Linzer Programm der Sozialdemokratischen Arbeiterpartei Deutschösterreichs galt vom 3. November 1926 bis zum Verbot der Partei am 12. Februar 1934. Es beinhaltet marxistische und klassenkämpferische Züge und bietet die theoretische Grundlage für die politischen Auseinandersetzungen mit der Christlichsozialen Partei und den Heimwehren, die sich zu dem Zeitpunkt zunehmend klerikal-faschistisch ausrichteten.

## Inhalt
Die Errungenschaften der Ersten Republik werden im Linzer Programm ausdrücklich anerkannt, da durch sie politische Privilegien abgeschafft und der Arbeiterklasse „politische Gleichberechtigung und Bewegungsfreiheit“ gegeben wurde, jedoch wird kritisiert, dass die Bourgeoisie durch wirtschaftliche Macht und Tradition noch die Herrschaft über gesellschaftliche Institutionen habe. Eine eventuelle Kooperation mit der Bourgeoisie wird als höchstens temporärer Zustand bezeichnet, da die Klassengegensätze unaufhebbar seien – in diesem Punkt wird der zu den Ideen eines Ständestaats konträre Standpunkt am deutlichsten, der von der Aufhebung der Klassengegensätze durch die Unterteilung der Gesellschaft in Berufsstände ausgeht.
Die Demokratie sollte nach der im Linzer Programm angestrebten „Eroberung der Herrschaft in der demokratischen Republik“ nicht aufgehoben, sondern in den „Dienst der Arbeiterschaft“ gestellt werden, um Großkapital und Großgrundbesitz zu enteignen und die Produktions- und Tauschmittel in den „Gemeinbesitz des ganzen Volkes zu überführen“.
Da die Sozialdemokraten eine monarchistische oder faschistische Gegenrevolution erwarteten, hielten sie es für notwendig, die Arbeiterklasse in „ständiger organisierter geistiger und physischer Bereitschaft zur Verteidigung der Republik“ zu halten, um mit den Mitteln der Demokratie die „Klassenherrschaft der Bourgeoisie zu brechen“. Sie behielten sich jedoch ausdrücklich die Möglichkeit eines Bürgerkriegs offen, sollte es der Bourgeoisie gelingen, in einer Gegenrevolution die Demokratie zu zerstören.

### Konzepte
Des Weiteren enthielt das Linzer Programm eine Reihe tagesaktueller, teilweise basisdemokratischer aber auch liberaler praxisorientierter Ideen, so zum Beispiel:
- Abschaffung des Bundesstaates zu Gunsten einer demokratischen Lokalverwaltung
- Wahl von Richtern durch das Volk
- Asylrecht für politische Flüchtlinge
- eine Aufhebung internationaler Schutzzölle
- Beseitigung bürokratischer Hindernisse
- Ausbau des Mieterschutzes
- Verstärkung staatlicher Einflüsse zur Bekämpfung von Monopolen
- Gemeinnütziger Wohnungsbau
- Abbau von Verbrauchsteuern, Schaffung steuerfreier Minima, dagegen Ausbau eines progressiven Steuersystems
- Betriebliche Mitbestimmungsrechte
- Ausbau der sozialen Sicherungssysteme
- Gleichberechtigung der Frauen
- Aufklärung über und Bereitstellung von Verhütungsmethoden durch die Krankenkassen
- Schutz von Schwangeren
- Unentgeltlichkeit und Demokratisierung des Schulwesens
- Ausdehnung der Schulpflicht, Schülerhöchstzahlen
- Förderung Begabter aller Klassen beim Besuch höherer Schulen
- Religionsfreiheit (Betrachtung von Religion als Privatsache)
- aber: Bekämpfung autoritärer religiöser Institutionen
- Völlige Trennung von Kirche und Staat
- Förderung von Volkssport und Volksbildung

Das Linzer Programm bekennt sich eindeutig zum Marxismus, besonders zum im Kommunistischen Manifest vertretenen Geschichtsdeterminismus. Dieser besagt, dass der Übergang vom Kapitalismus zum Sozialismus (und später zum Kommunismus) eine geschichtliche Notwendigkeit sei. Sowohl Konservative als auch Deutschnationale pflegten daher vor einem Austrobolschewismus zu warnen. Es wird weiterhin davon ausgegangen, dass ein solcher Übergang nur im Zusammenhang mit ähnlichen Entwicklungen in anderen Ländern vonstattengehen kann – eine These, die im Übrigen auch Leo Trotzki vertrat.

### Sozialistische Internationale
Des Weiteren bekannte man sich zur sozialistischen Internationale, zum Selbstbestimmungsrecht der Völker und zum Anschluss Österreichs an das damals republikanische Deutsche Reich, die Weimarer Republik (der Passus zum Anschluss wurde 1933, nach der Machtergreifung der Nationalsozialisten im Deutschen Reich, gestrichen). Außerdem sprach man sich gegen jede Form von kriegerischen Handlungen und die Einmischung von ausländischem Großkapital aus.
Der Völkerbund wird als „Kampfboden des Klassenkampfes“ bezeichnet; Tendenzen, die ihn zum „Werkzeug der Verteidigung der kapitalistischen Gesellschaftsordnung“ werden lassen, werden kritisiert und eine Demokratisierung sowie der Eintritt aller Völker gefordert.

## Wirkung auf politische Gegner
Das Linzer Programm wirkte als Fanal. Aufgrund der revolutionären Formulierungen wurde es als Aufruf zum Klassenkampf verstanden und von den politischen Gegnern auch dahingehend propagandistisch ausgeschlachtet. Vor allem den Heimwehren gelang es, daraus Profit zu schlagen, da sich diese infolge des Linzer Programms regen Zustroms aus der Bevölkerung erfreuten.